# Équipe du Congo féminine de basket-ball
L'équipe du Congo de basket-ball féminin est une sélection composée des meilleures joueuses congolaises de basket-ball.
La meilleure performance de la sélection au Championnat d'Afrique est une septième place en 1970. L'équipe ne s'est jamais qualifiée pour les Jeux olympiques ou le Championnat du monde de basket-ball féminin.